# Ichthyophis elongatus
Ichthyophis elongatus es una especie de anfibio gimnofión de la familia Ichthyophiidae.
Según comunicación personal de Wilkinson recogida por AmphibiaWeb, la posición taxonómica de esta cecilia ha de ser sometida a revisión.
Tomada como especie, es endémica de Sumatra (Indonesia).
Sólo es segura su presencia en la parte de la isla principal de la provincia de Sumatra Occidental. Se ha hallado, entre otros lugares, en la Reserva Natural de Lembah Anai (Padang Panjang). Los ejemplares de la islas Pagai, Pini, Siberut y Tanah Masa (Islas Mentawai) tal vez correspondan a esta especie, pero, según comunicación personal de Iskandar recogida por AmphibiaWeb, tal extremo está por confirmar.
Las citas recientes de la especie en la isla principal señalan una altitud de 500 a 600 m s. n. m.
Dos de los últimos especímenes obtenidos fueron recogidos en terreno relativamente bajo; y un tercero, en una parte muy húmeda de una rambla cercana a un bosque degradado. Lo último parece indicar que esta cecilia puede soportar un cierto grado de deterioro ambiental.
Se considera que es una especie ovípara que hace la puesta en tierra y que las larvas son acuáticas.
Se carece de datos suficientes sobre la población y sobre el estado de conservación de esta cecilia. Las citas más recientes corresponden a ejemplares recogidos en los años 90. Las principales amenazas potenciales son la agricultura de subsistencia y la industria maderera.